# Andropogon
Andropogon är ett släkte av gräs. Andropogon ingår i familjen gräs.

## Bildgalleri

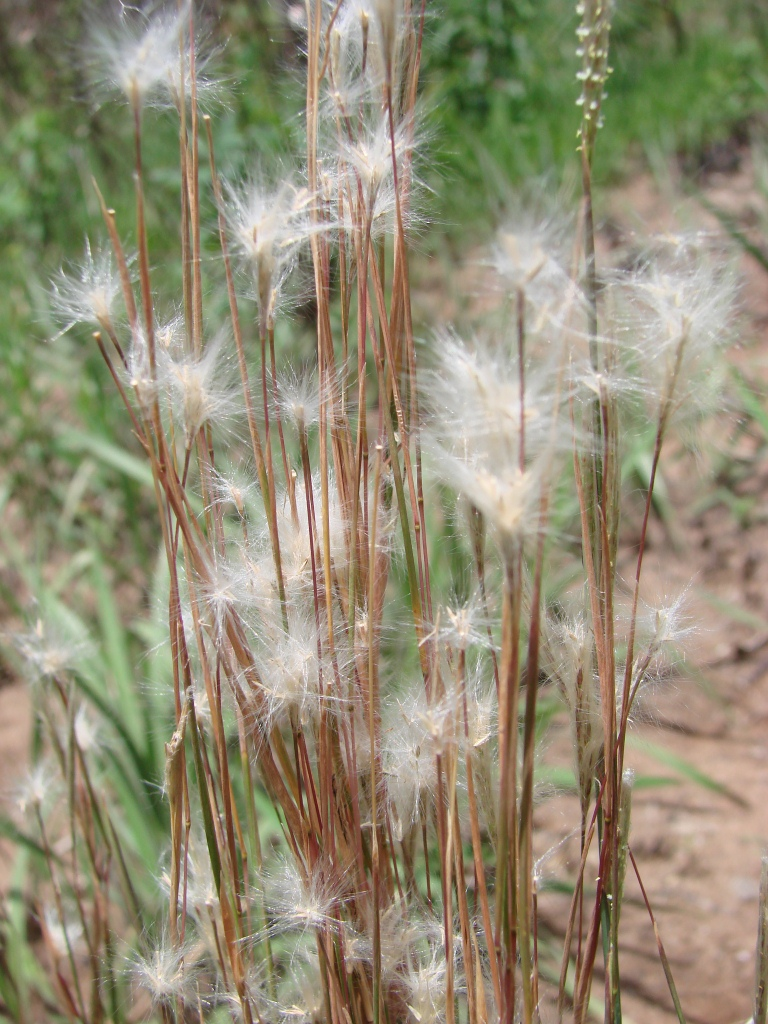
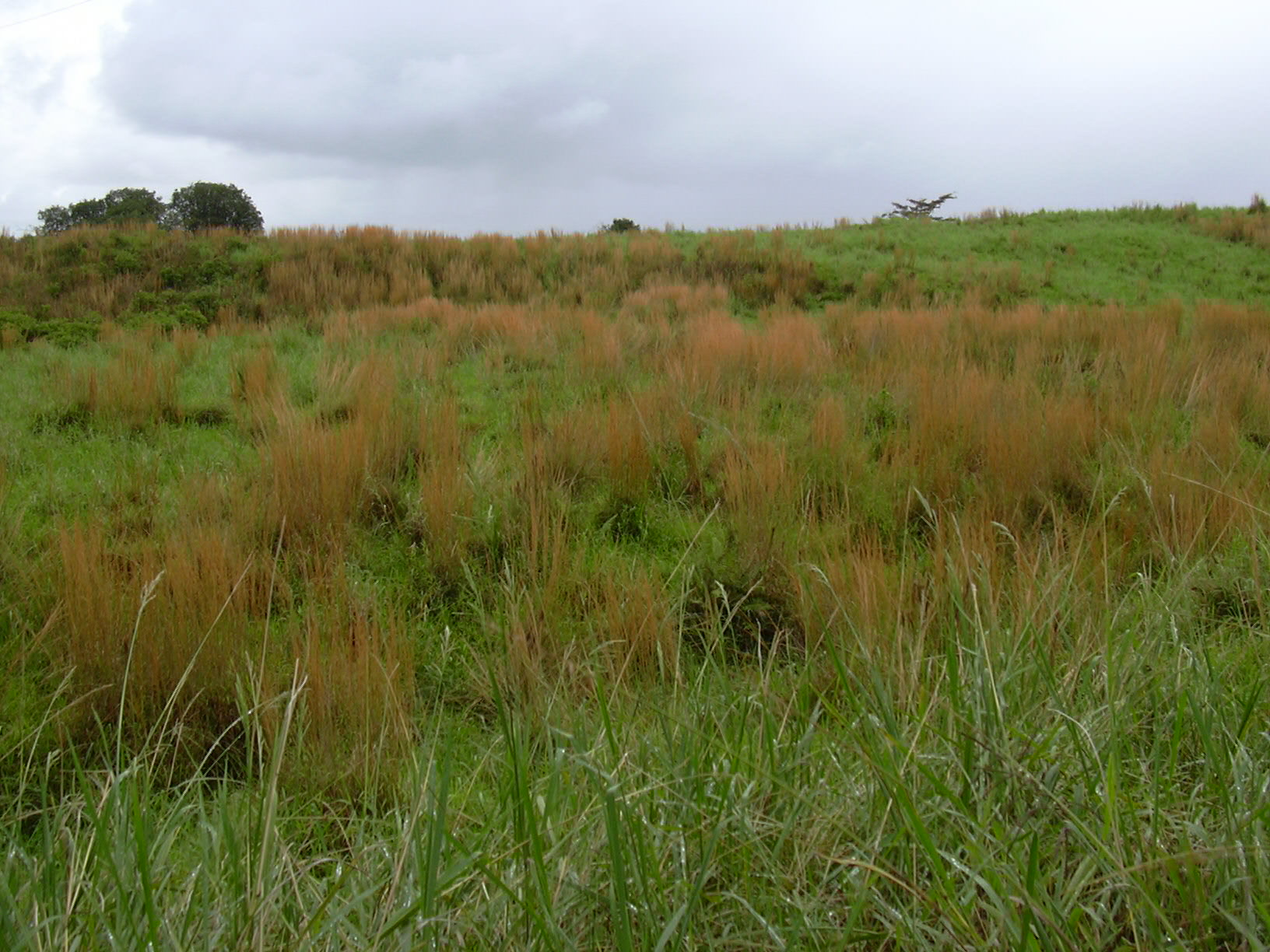
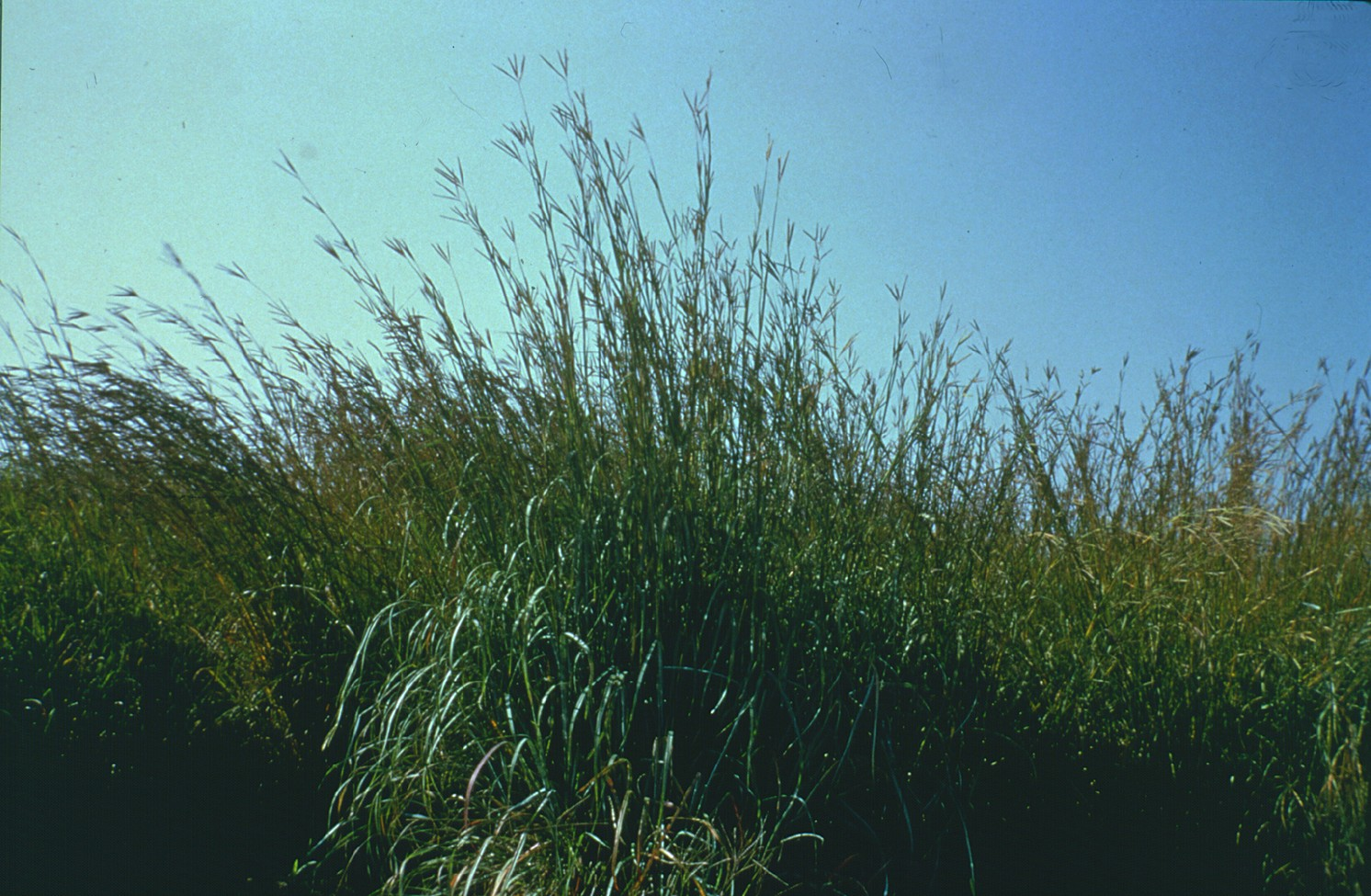

## Dottertaxa tillAndropogon, i alfabetisk ordning[1]
- Andropogon abyssinicus
- Andropogon aequatoriensis
- Andropogon africanus
- Andropogon alopecurus
- Andropogon amethystinus
- Andropogon angustatus
- Andropogon anomalus
- Andropogon appendiculatus
- Andropogon arctatus
- Andropogon arenarius
- Andropogon aridus
- Andropogon auriculatus
- Andropogon barretoi
- Andropogon bentii
- Andropogon bicornis
- Andropogon bourgaei
- Andropogon brachystachyus
- Andropogon brasiliensis
- Andropogon brazzae
- Andropogon burmanicus
- Andropogon campestris
- Andropogon canaliculatus
- Andropogon carinatus
- Andropogon chevalieri
- Andropogon chinensis
- Andropogon chrysostachyus
- Andropogon comosus
- Andropogon cordatus
- Andropogon crassus
- Andropogon crossotos
- Andropogon crucianus
- Andropogon curvifolius
- Andropogon distachyos
- Andropogon diuturnus
- Andropogon durifolius
- Andropogon echinatus
- Andropogon elegans
- Andropogon eucomus
- Andropogon exaratus
- Andropogon fastigiatus
- Andropogon festuciformis
- Andropogon floridanus
- Andropogon gabonensis
- Andropogon gayanus
- Andropogon gerardii
- Andropogon glaucescens
- Andropogon glaucophyllus
- Andropogon glaziovii
- Andropogon glomeratus
- Andropogon gracilis
- Andropogon greenwayi
- Andropogon gyrans
- Andropogon hallii
- Andropogon heterantherus
- Andropogon humbertii
- Andropogon hypogynus
- Andropogon ibityensis
- Andropogon imerinensis
- Andropogon incomptus
- Andropogon incurvatus
- Andropogon indetonsus
- Andropogon ingratus
- Andropogon insolitus
- Andropogon ivohibensis
- Andropogon ivorensis
- Andropogon javanicus
- Andropogon juncifolius
- Andropogon kelleri
- Andropogon kilmandscharicus
- Andropogon koleostachys
- Andropogon lacunosus
- Andropogon lateralis
- Andropogon lehmannii
- Andropogon leprodes
- Andropogon leucostachyus
- Andropogon liebmannii
- Andropogon ligulatus
- Andropogon lima
- Andropogon lindmanii
- Andropogon lividus
- Andropogon longiberbis
- Andropogon macrophyllus
- Andropogon mannii
- Andropogon mederensis
- Andropogon microstachys
- Andropogon monocladus
- Andropogon multiflorus
- Andropogon munroi
- Andropogon nobukensis
- Andropogon onscurus
- Andropogon pachyarthrus
- Andropogon perdignus
- Andropogon perligulatus
- Andropogon pinguipes
- Andropogon pohlianus
- Andropogon polyptychos
- Andropogon pringlei
- Andropogon pseudapricus
- Andropogon pseudoischaemum
- Andropogon pteropholis
- Andropogon pumilus
- Andropogon pungens
- Andropogon pusillus
- Andropogon reedii
- Andropogon scabriglumis
- Andropogon schirensis
- Andropogon selloanus
- Andropogon simplex
- Andropogon sincoranum
- Andropogon tectorum
- Andropogon tenuiberbis
- Andropogon ternarius
- Andropogon ternatus
- Andropogon textilis
- Andropogon thorelii
- Andropogon tracyi
- Andropogon trichozygus
- Andropogon urbanianus
- Andropogon vetus
- Andropogon virgatus
- Andropogon virginicus
- Andropogon yunnanensis